# 船 (ライフゲーム)
ライフゲームにおける船（ふね、ship）とは、6ピクセルの固定物体である。

## 構造
船は、上の図のような構造である。左下と右上のセルは2つのセルに隣接している。また、他のセルは3つのセルに隣接している。そのため、セルは死滅しない。また、外部のセルは最大で2つのセルにしか隣接せず、内部のセルは6つのセルに隣接している。そのため、世代を経ても構造は変化しない。

## 生成
池とグライダーの衝突で船ができる。池はグライダー2機の衝突でできるので、船はグライダー3機からできる。

## グライダーとの衝突
グライダーと衝突する例を3つ挙げる。
これはブロックになる。
これは消滅する。
これはシャトルになる。